# Piccadilly line
A Piccadilly Line é uma linha do Metropolitano de Londres. Sua cor, no mapa do metropolitano, é azul-escuro. É a quarta linha mais movimentada na rede do metrô londrino, com base no número de passageiros transportados por ano, tendo carregado 210.000.000. Ao longo de seu trajeto, corre principalmente em nível profundo, indo do norte ao oeste de Londres, passando pela área central da cidade. Possui alguns trechos de superfície, sobretudo em suas partes mais ocidentais. Seu nome se deve ao fato de que passa pela região de rota acima entre Hyde Park Corner e Piccadilly Circus.
Algumas de suas estações são compartilhadas com a District line e algumas são compartilhadas com a Metropolitan line. Ela serve muitas das principais atrações turísticas de Londres, incluindo Harrods (Knightsbridge), Hyde Park, Palácio de Buckingham (a curta distância do Green Park), Piccadilly Circus, Leicester Square e Covent Garden, bem como o Aeroporto de Heathrow, o aeroporto mais movimentado da Europa. A linha compartilha trilhos com a Metropolitan line entre Uxbridge e Rayners Lane, e com a District line entre Hanger Lane Junction e Acton Town, então corre paralelo com a District line entre Acton Town e Barons Court.

## Estações

Mapa de 2007

### Ramal de Cockfosters
- Cockfosters
- Oakwood
- Southgate
- Arnos Grove
- Bounds Green
- Wood Green
- Turnpike Lane
- Manor House

### Trecho original
- Finsbury Park
- Arsenal
- Holloway Road
- Caledonian Road
- King's Cross St. Pancras
- Russell Square
- Holborn
- Covent Garden
- Leicester Square
- Piccadilly Circus
- Green Park
- Hyde Park Corner
- Knightsbridge
- South Kensington
- Gloucester Road
- Earl's Court
- Barons Court
- Hammersmith

### Extensão para Hounslow e Uxbridge
- Turnham Green
- Acton Town

### Ramal de Heathrow
- South Ealing
- Northfields
- Boston Manor
- Osterley
- Hounslow East
- Hounslow Central
- Hounslow West
- Hatton Cross
- Heathrow Terminal 4
- Heathrow Terminals 1, 2, 3
- Heathrow Terminal 5

### Ramal de Uxbridge
- Ealing Common
- North Ealing
- Park Royal
- Alperton
- Sudbury Town
- Sudbury Hill
- South Harrow
- Rayners Lane
- Eastcote
- Ruislip Manor
- Ruislip
- Ickenham
- Hillingdon
- Uxbridge

### Estações fechadas
- Aldwych
- Brompton Road
- Down Street
- Osterley & Spring Grove
- Park Royal & Twyford Abbey
- York Road

### Estações que mudaram de nome
- Dover Street se tornou Green Park em 1933
- Enfield West se tornou Oakwood em 1934
- Gillespie Road se tornou Arsenal em 1932